# Kofoí
Kofoí (Kofoi) är en ort i Grekland.   Den ligger i prefekturen Nomós Magnisías och regionen Thessalien, i den centrala delen av landet, 150 km nordväst om huvudstaden Aten. Kofoí ligger 544 meter över havet och antalet invånare är 196.
Terrängen runt Kofoí är bergig. Runt Kofoí är det ganska glesbefolkat, med 23 invånare per kvadratkilometer. Närmaste större samhälle är Almyrós, 9,4 km norr om Kofoí. I omgivningarna runt Kofoí växer i huvudsak blandskog.